# Sophronica mauretanica
Sophronica mauretanica là một loài bọ cánh cứng trong họ Cerambycidae.